# ديفيد بومونت
ديفيد بومونت (17 سبتمبر 1944 في المملكة المتحدة - ) (بالإنجليزية: David Beaumont)‏ هو لاعب كريكت بريطاني.

## وصلات خارجية
- ديفيد بومونت على موقع إي آس بي آن كريك إنفو (الإنجليزية)